# Kowloon Mosque

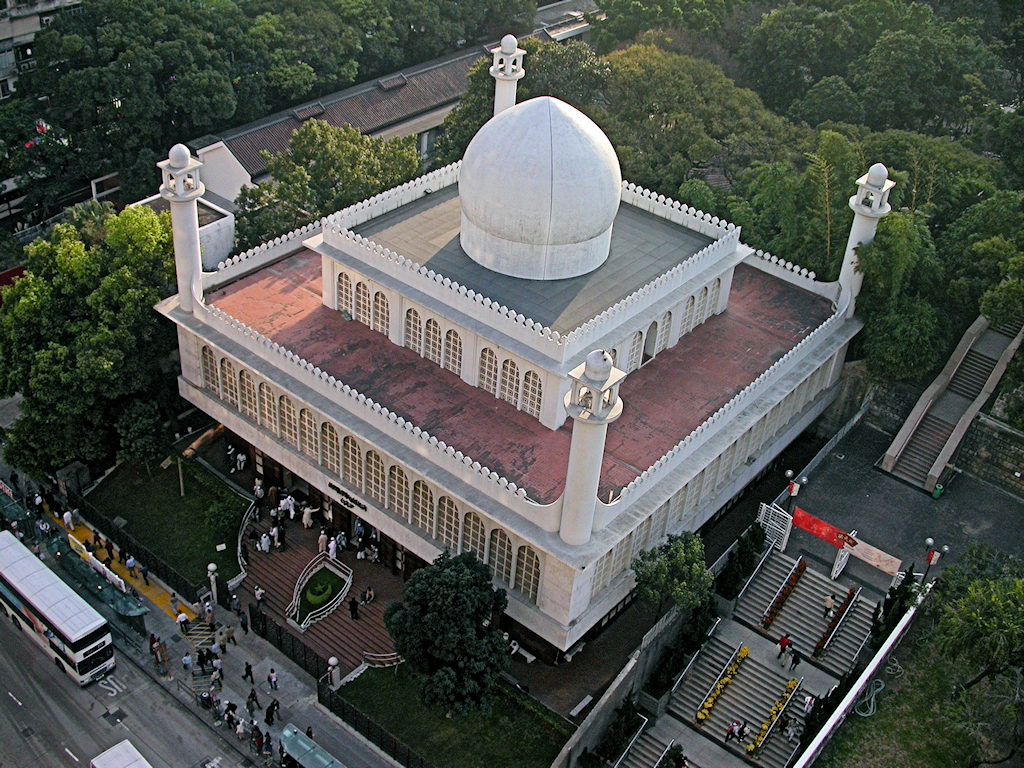
Kowloon Mosque, Luftbild (2018)

Die Kowloon Mosque (deutsch Kowloon-Moschee), auch als Kowloon Masjid and Islamic Centre bzw. Kowloon Mosque and Islamic Centre (Kowloon-Moschee und Islamisches Zentrum) bekannt, ist die zweitälteste und auch die größte Moschee in Hongkong. Sie befindet sich an der südöstlichen Ecke des Kowloon Parks an der Kreuzung Nathan Road und Haiphong Road in Tsim Sha Tsui in Kowloon. Im Innenraum können bis zu zweitausend Menschen Platz finden.

## Geschichte
Seit Ende des 19. Jahrhunderts wurden in Hongkong auch Soldaten der Britisch-Indischen Garnison stationiert, darunter auch Soldaten, die aus den muslimischen Gebieten im Norden (aus dem heutigen Pakistan) stammten. Neben den ab 1890 nach und nach errichteten Kasernengebäuden, den sogenannten Whitfield Barracks, sollte für die muslimischen Soldaten der Britisch-Indischen Garnison auch eine Moschee gebaut werden. Das Gelände wurde zu diesem Zweck auf Betreiben des Obersts Edmund George Barrow zur Verfügung gestellt, das Geld für den Bau stammte aus Spenden der Soldaten. Die Moschee wurde 1896 eröffnet und 1902 renoviert.
Die Moschee wurde lange Zeit durch das Hongkong-Regiment der britischen Garnison verwaltet und betrieben. Dies änderte sich 1947, als Pakistan gegründet wurde und die muslimischen Soldaten nach Pakistan zurückbefördert wurden. Vorübergehend wurde die Moschee durch verschiedene Vereine der pakistanischen Gemeinde verwaltet, bis diese Aufgabe an die Incorporated Trustees of the Islamic Community Fund of Hong Kong übertragen wurde (allgemein bekannt als The Board of Trustees, offiziell anerkannt 1970 durch die Regierung). 1972 verpachtete die Hongkonger Regierung schließlich das Grundstück, das ihnen bis dahin nicht gehörte, für 77 Jahre an das Board of Trustees.
1976 kam es infolge der Bauarbeiten an der U-Bahn-Haltestelle Tsim Sha Tsui Station der MTR-U-Bahn zu größeren Schäden, was einen Abriss des Gebäudes erzwang. Dies geschah im Januar 1980. Im März 1981 begann man mit dem Bau der neuen Moschee, die im Mai 1984 eröffnet wurde. 2004 und 2015 wurden kleine Restaurierungen und Erweiterungen durchgeführt.

## Das Gebäude
Das Gebäude im traditionellen arabischen Stil ist mit weißen Marmorplatten verkleidet. Die vier Minarette sind 11 Meter hoch. Die Moschee hat drei Gebetsräume, mehrere Madrassas, Bibliothek, Konferenzraum und Gemeindehalle. Sie bietet Platz für insgesamt bis zu 3000 bis 3500 Gläubige.